# Myzostoma lobatum
Myzostoma lobatum is een ringworm uit de familie Myzostomatidae.
Myzostoma lobatum werd in 1877 voor het eerst wetenschappelijk beschreven door Graff.